# Ceanothus fresnensis
Ceanothus fresnensis là một loài thực vật có hoa trong họ Táo. Loài này được Dudley ex Abrams mô tả khoa học đầu tiên năm 1912.